# Mōri Yoshikatsu
Mōri Yoshikatsu (毛利 良勝?; ... – 21 giugno 1582) fu un samurai giapponese del periodo Sengoku.
Vassallo di Oda Nobunaga, era conosciuto anche come Mōri Shinsuke (毛利 新助? o 毛利 新介?) e Mōri Shinsaemon (毛利 新左衛門?).
Nel 1560 durante la battaglia di Okehazama assistette Hattori Kazutada che morì poco dopo. Durante quella battaglia si dice sia stato lui a uccidere Imagawa Yoshimoto. Morì assieme a Oda Nobunaga nell'incidente di Honnō-ji.